# 酆岳壽
酆岳壽，江西清江縣人。明末清初政治人物。崇禎末科解元。

## 生平
明崇禎十五年（1642年）壬午科江西鄉試第一名舉人。明亡仕清。康熙十二年（1673年）任四川開縣知縣。